# Bruine chachalaca
De bruine chachalaca (Ortalis vetula) is een vogel uit de familie sjakohoenders en hokko's (Cracidae). De wetenschappelijke naam van de soort is voor het eerst geldig gepubliceerd in 1830 door Wagler.

## Voorkomen
De soort komt voor van het zuiden van Texas tot het noordwesten van Costa Rica en telt 5 ondersoorten:
- O. v. mccalli: zuidelijk Texas en noordoostelijk Mexico.
- O. v. vetula: van oostelijk Mexico tot noordwestelijk Costa Rica.
- O. v. pallidiventris: noordelijk Yucatán (Mexico).
- O. v. intermedia: van zuidelijk Yucatán (Mexico) tot Belize en Guatemala.
- O. v. deschauenseei: Utilia (nabij Honduras).

## Beschermingsstatus
Op de Rode Lijst van de IUCN heeft de soort de status veilig.